# Polychrysum tadshikorum
 Polychrysum tadshikorum   (Kudr.) Kovalevsk., 1962 è una specie di piante angiosperme dicotiledoni della famiglia delle Asteraceae, sottofamiglia Asteroideae,  tribù Anthemideae (clade Asian-southern African grade) e sottotribù Handeliinae.  Polychrysum tadshikorum è anche l'unica specie del genere  Polychrysum   (Tzvelev) Kovalevsk., 1962.

## Etimologia
Il nome generico (Polychrysum ) deriva da due parole greche: "poluj" (= molti) e "xrusoj" (= oro).
Il nome scientifico della specie è stato definito dai botanici Serafim Nikolajevich Kudrjaschev (1907-1943) e Svetlana Sigizmundovna Kovalevskaja (1929-1987) nella pubblicazione " Fl. Uzbekist. vi. 148 " del 1962. Il nome scientifico del genere è stato definito dai botanici Nikolai Nikolaievich Tzvelev (1925-2015) e Svetlana Sigizmundovna Kovalevskaja nella stessa pubblicazione.

## Descrizione
Portamento. La specie di questa voce è perenne, con habitus erbaceo. L'indumento è formato da peli basifissi. Questa pianta è monocarpica.
Fusto. La parte aerea in genere è eretta, semplice o ramosa. La base è legnosa e glabra.
Foglie. Le foglie sono disposte in modo alternato. Le lamine sono intere, dentate o 1-4-pennatosette.
Infiorescenza. Le sinflorescenze comprendono sia capolini solitari che raggruppati in corimbi più o meno densi. Le infiorescenze vere e proprie sono composte da un capolino terminale di tipo discoide. La struttura dei capolini è quella tipica delle Asteraceae: un peduncolo sorregge un involucro, con forme da emisferiche a sferiche, composto da diverse brattee, al cui interno un ricettacolo fa da base ai fiori di due tipi: fiori del raggio (qui assenti) e fiori del disco. Le brattee, a consistenza erbacea (quelle interne sono pallidamente scariose sui margini), sono disposte in modo più o meno embricato su più serie (da 2 a 3). Il ricettacolo varia da piatto a emisferico ed è privo di pagliette a protezione della base dei fiori. 
Fiori.  I fiori sono tetra-ciclici (formati cioè da 4 verticilli: calice – corolla – androceo – gineceo) e pentameri (calice e corolla formati da 5 elementi). Si distinguono in:
- fiori del raggio (esterni): sono assenti;
- fiori del disco (centrali): sono più numerosi con forme brevemente tubulose (attinomorfe); sono ermafroditi fertili.

- Formula fiorale (della famiglia):

*/x K {\displaystyle \infty }, [C (5), A (5)], G 2 (infero), achenio
- Calice: i sepali del calice sono ridotti ad una coroncina di squame.

- Corolla: le corolla sono tubolari terminanti con 5 lobi. I colori sono giallo o varietà.

- Androceo: l'androceo è formato da 5 stami (alternati ai lobi della corolla) sorretti da filamenti generalmente liberi (con collari larghi/snelli); gli stami sono connati e formano un manicotto circondante lo stilo. Il tessuto endoteciale (rivestimento interno dell'antera) è quasi sempre non polarizzato. Il polline è sferico con un diametro medio di circa 25 micron; è tricolporato (con tre aperture sia di tipo a fessura che tipo isodiametrica o poro) ed è echinato (con punte sporgenti).

- Gineceo: l'ovario è infero uniloculare formato da 2 carpelli. Lo stilo (il recettore del polline) è profondamente bifido (con due stigmi divergenti) e con le linee stigmatiche marginali separate o contigue. I due bracci dello stilo hanno una forma troncata e possono essere papillosi o ricoperti da ciuffi di peli.

Frutti. I frutti sono degli acheni con pappo (a volte il pappo può mancare). La forma degli acheni è strettamente cilindrica con sezione trasversale circolare. I fianchi sono percorsi da 5 - 7 coste longitudinali. Il pappo è formato da una irregolare coroncina apicale con diverse setole simili a scaglie. Il pericarpo non ha le cellule mucillaginifere (le sacche resinose sono sempre assenti).

## Biologia
Impollinazione: tramite insetti (impollinazione entomogama tramite farfalle diurne e notturne).

Riproduzione: la fecondazione avviene fondamentalmente tramite l'impollinazione dei fiori.

Dispersione: i semi cadono a terra e vengono dispersi soprattutto da insetti come formiche (disseminazione mirmecoria). Un altro tipo di dispersione è zoocoria: gli uncini delle brattee dell'involucro (se presenti) si agganciano ai peli degli animali di passaggio che portano così i semi anche su lunghe distanze. Inoltre per merito del pappo (se presente) il vento può trasportare i semi anche per alcuni chilometri (disseminazione anemocora).

## Distribuzione e habitat
La specie di questa voce è distribuita in Afghanistan, Tagikistan e Uzbekistan.

## Sistematica
La famiglia di appartenenza di questa voce (Asteraceae o Compositae, nomen conservandum) probabilmente originaria del Sud America, è la più numerosa del mondo vegetale, comprende oltre 23.000 specie distribuite su 1.535 generi, oppure 22.750 specie e 1.530 generi secondo altre fonti (una delle checklist più aggiornata elenca fino a 1.679 generi). La famiglia attualmente (2021) è divisa in 16 sottofamiglie; la sottofamiglia Asteroideae è una di queste e rappresenta l'evoluzione più recente di tutta la famiglia.

### Filogenesi
l gruppo di questa voce è descritto nella tribù Anthemideae, una delle 21 tribù della sottofamiglia Asteroideae). In base alle ultime ricerche nella tribù sono stati individuati (provvisoriamente) 4 principali lignaggi (o cladi): "Southern hemisphere grade", "Asian-southern African grade", "Eurasian grade" e "Mediterranean clade". Il genere  Polychrysum  (insieme alla sottotribù Handeliinae) è incluso nel clade Asian-southern African grade..
Storicamente nella struttura interna della sottotribù si individuano due gruppi principali: (1) "Handelia Group" e (2) Cancrinia Group; il genere della specie di questa voce fa parte del "Handelia Group". In questo gruppo si individuano alcuni caratteri costanti come gli steli piuttosto spessi e basalmente villosi, un midollo morbido e foglie fortemente sezionate con lobi filiformi.
I caratteri distintivi della specie  Polychrysum tadshikorum sono:
- le sinflorescenze sono varie (capolini solitari o in lassi o densi corimbi);
- la base delle piante è glabra;
- le foglie sono intere, dentate o 1-4-pennatosette.

Il numero cromosomico della specie è: 2n = 18.
Alcune Checklist considerano la specie di questa voce un sinonimo della specie Lepidolopsis tadshikorum (Kudr.) Poljakov.